# خدر إفريقي
الخُدر إلافريقي  (باللاتينية: Trichodesma africana) نوع نباتي ينتمي إلى جنس الخدر من الفصيلة الحمحمية.

## الموئل والانتشار
يتواجد في معظم المناطق الجافة من الوطن العربي إضافة إلى معظم مناطق غرب وجنوب إفريقيا.